# Maurice Lecoq
Maurice Marie Lecoq (* 26. März 1854 in Angers; † 16. Dezember 1925 ebenda) war ein französischer Sportschütze.

## Erfolge
Maurice Lecoq nahm an den Olympischen Spielen 1900 in Paris und 1908 in London teil sowie an den Olympischen Zwischenspielen 1906 in Athen teil. 1908 startete er in sieben Disziplinen und konnte dabei zweimal eine Medaille gewinnen. Im Mannschaftswettbewerb mit dem Armeegewehr im Dreistellungskampf über 300 m gewann er gemeinsam mit Achille Paroche, Auguste Cavadini, Léon Moreaux, René Thomas die Bronzemedaille. Mit der Freien Pistole sicherte er sich mit Achille Paroche, Louis Dutfoy, Léon Moreaux und Jules Trinité Silber. In allen übrigen Wettkämpfen platzierte er sich außerhalb der besten Zehn. Drei weitere Medaillen gewann Lecoq 1906 bei den Olympischen Zwischenspielen. Den Wettbewerb mit der Schnellfeuerpistole gewann er vor seinem Landsmann Léon Moreaux, während er mit der Duellpistole den dritten Rang hinter Moreaux und Cesare Liverziani belegte. Mit dem Armeegewehr im Dreistellungskampf über 300 m sicherte er sich mit Léon Moreaux, Raoul de Boigne, Jean Fouconnier und Maurice Fauré ebenfalls Bronze. Darüber hinaus trat er in sieben weiteren Disziplinen an und verpasste unter anderem als Vierter mit dem Militärrevolver aus dem Modelljahr 1874 eine weitere Medaille. 1908 nahm Lecoq lediglich im Einzel- und Mannschaftswettbewerb mit dem Freien Gewehr im Dreistellungskampf über 300 m teil. Während er im Einzel nicht über den 31. Platz hinaus kam, gewann er mit der Mannschaft, die neben Lecoq noch aus Léon Johnson, Eugène Balme, André Parmentier, Albert Courquin und Raoul de Boigne bestand, abermals Bronze.
Bei Weltmeisterschaften gewann Lecoq insgesamt 15 Medaillen, davon sechsmal Silber und neunmal Bronze. Seine einzige Medaille in einem Pistolenwettbewerb war der Gewinn der Silbermedaille 1900 in Paris, da der olympische Wettkampf gleichzeitig als Weltmeisterschaft zählte. Zehn seiner Medaillen gewann er in Mannschaftswettbewerben, davon drei Silbermedaillen. Im Einzel wurde er 1901 in Luzern mit dem Freien Gewehr im liegenden Anschlag, 1906 in Mailand mit dem Freien Gewehr im Dreistellungskampf sowie 1911 in Rom mit dem Armeegewehr im Dreistellungskampf Vizeweltmeister.